# 布兰 (南特区)
布兰（法語：Brains，法語發音：[bʁɛ̃] ⓘ）是法国大西洋卢瓦尔省的一个市镇，位于该省中部，属于南特区和南特都会区，其市镇面积为15.31平方公里，2022年1月1日时人口数量为2,760人。
布兰是南特都会区的组成部分，位于南特市区西南部大约10公里处。

## 行政
布兰的邮政编码为44830，INSEE市镇编码为44024。

## 地理

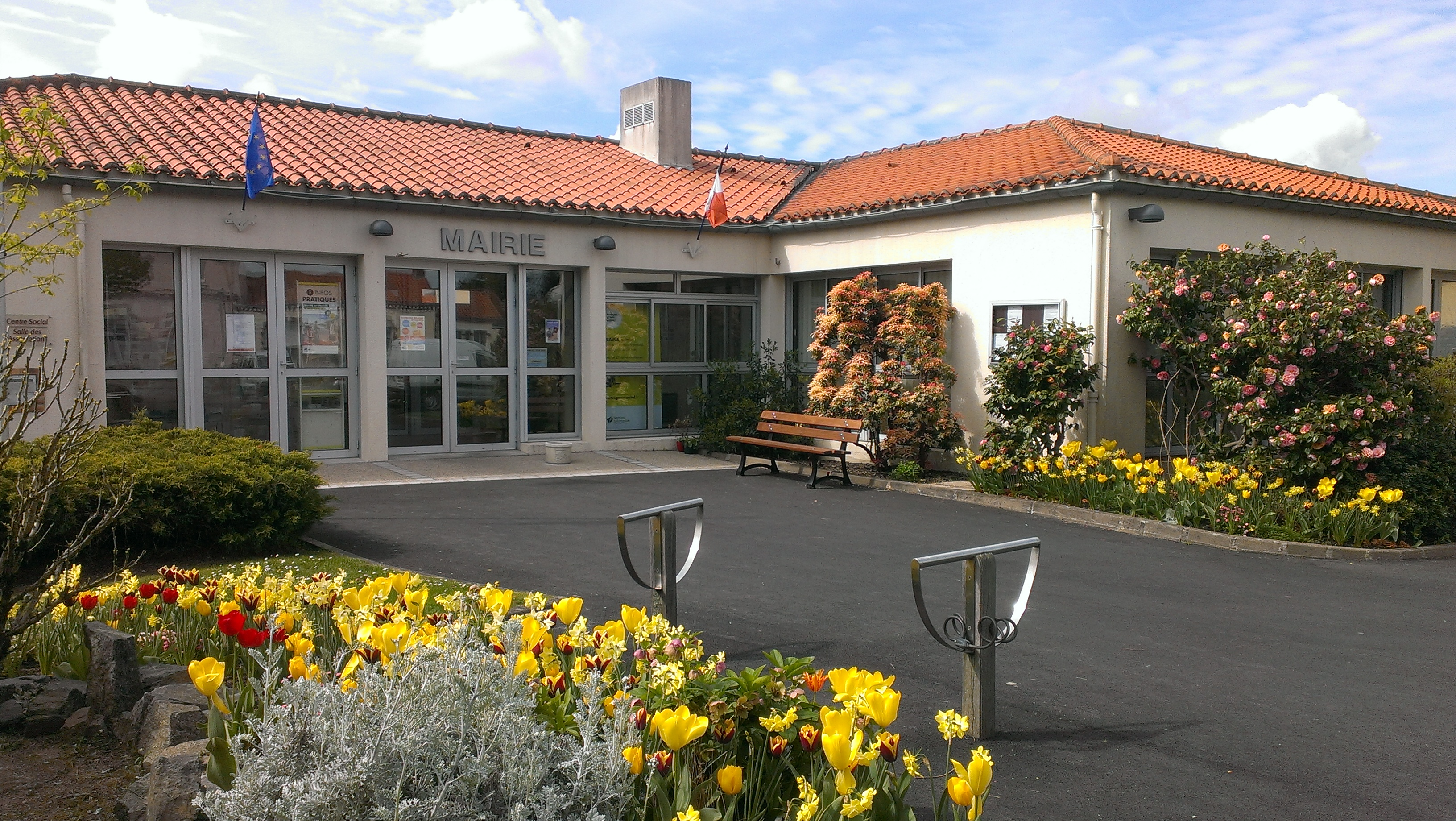
布兰市政厅

布兰（47°10'9"N, 1°43'18"W）位于法国西北部，卢瓦尔河地区大区西部和大西洋卢瓦尔省中部。
与布兰接壤的市镇包括：布艾、布格奈、雷地区谢、拉蒙塔涅、勒佩勒兰、圣佩尔港、圣让德布瓦索、圣莱热莱维涅。
阿什诺河（L'Acheneau）流经布兰西南部。境内地势平坦，海拔在0至34米之间。
按照柯本气候分类法，布兰属于较为典型的温带海洋性气候，全年温差较小，降水分布均匀。

## 历史
布兰历史上长期为普通村落，中世纪末期曾出现多处面粉磨坊。二战后，布兰逐渐形成居民区。

## 交通
大西洋卢瓦尔省省道D11线、D64线和D211线等在此交汇。南特公交68路和88路经过布兰境内。

## 人口
| 年份   | 1936  | 1946  | 1954  | 1962 | 1968  | 1975  | 1982  | 1990  | 1999  | 2006  | 2007  | 2012  | 2017  |
| ------ | ----- | ----- | ----- | ---- | ----- | ----- | ----- | ----- | ----- | ----- | ----- | ----- | ----- |
| 人口數 | 1 035 | 1 041 | 1 078 | 999  | 1 021 | 1 174 | 1 578 | 1 889 | 2 172 | 2 479 | 2 523 | 2 587 | 2 840 |

## 友好城市
- 德国 金斯海姆-古斯塔夫斯堡